# Centro de Gobierno del Condado de Orange
El Centro de Gobierno del Condado de Orange (en inglés: Orange County Government Center), ubicado en Main Street (NY 207) en Goshen, Nueva York, fue el edificio de gobierno del Condado de Orange. Albergaba la mayoría de las oficinas de gobierno del condado.

## Diseño
Fue diseñado por el célebre arquitecto y decano de la Escuela de Arquitectura de Yale Paul Rudolph en 1963 y construido en 1967. El edificio, de estilo brutalista, ha recibido muchas críticas, siendo calificado en el momento de su construcción de «monstruosidad». Por el contrario, la arquitecta Zaha Hadid elogió el edificio en un artículo de The New York Times en 2015: «la integridad y la interconectividad del edificio sirvió como expresión de la democracia, ya que los representantes electos no están separados de los constituyentes».